# Kurt Flemming
Kurt Flemming (født 21. september 1952 i Egebjerg) er en dansk artist, som  siden 1997 har optrådt som Pjerrot på Dyrehavsbakken.
Flemming gik på Kirkeby Skole på Sydfyn. Her opsatte han både teaterforestillinger og trylleshows, på trods af hans dysleksi.
Efter folkeskolen fik Flemming en praktikplads som mekaniker, og efter fire år modtog han sit svendebrev. Dette smed han dog blot 20 minutter senere i kakkelovnen, da han ikke ville være mekaniker. Herefter gik han både på Vejle Idrætshøjskole, tjente i civilforsvaret, fik en HF-eksamen samt studerede idræt og biologi på Odense Universitet.
Efter hans studier, rejste Flemming med Cirkus Krone i fem år, hvorefter han begyndte at lave sine egne shows. På vejen underviste han blandt andet på skoler, når der var emneuge med cirkus som tema. En af dem var Vandel Efterskole, hvor han mødte 16-årige Sanne, som han beskrev som "forrykt dygtig til at trylle”.
Sanne takkede ja til at rejse på turné med Flemming, og de næste fire år indtog de scenen sammen. Fire år senere friede Sanne til Flemming, og tre uger senere var de gift - ni måneder senere kom datteren Sine til verden. I dag lever Sine af at være bugtaler, og har to børn - den ene, Nico, begyndte som 5-årig at optræde med sin bedstefar som “mini-Pjerrot”.
Flemming fik job som Pjerrot i Tivoliland i Aalborg, hvor han beskrev sin optræden som “jammerlig dårlig”. Dog blev han i 1997 headhunted af Dyrehavsbakken til at være deres nye Pjerrot, hvor han har arbejdet indtil 2019, sidste forestilling var 22. december 2019.
Den 10. oktober 2001 døde Flemmings kone, Sanne, af hjernekræft. 
Flemming bor i Helsinge.